# Jack Branning
Jack Branning es un personaje ficticio de la serie de televisión británica EastEnders, interpretado por el actor Scott Maslen del 29 de octubre de 2007 hasta el 15 de octubre de 2013. Scott regresó el 24 de diciembre del 2015 y desde entonces aparece en la serie.

## Antecedentes
Jack es el hijo más pequeño de Jim y Reenie Branning, sus hermanos son April, Carol, Derek, Suzy y Max Branning. Habiendo crecido en una familia grande en un barrio pobre del este de Londres, con regularidad Jack luchaba con Max por las atenciones de su padre, quien era alcohólico. De adolescente Jack robó la medalla de la Segunda Guerra Mundial de su abuelo, sabiendo que era la posesión más presiada de su padre (ya que su padre había muerto en combate cuando Jim apenas tenía seis años), luego acusó a Max, lo que ocasionó que Max y Jim tuvieran una gran pelea y Max decidiera irse del hogar en 1989. 
A pesar de los problemas Jack se mantuvo en contacto con Jack, estuvo presente en su boda con Tanya en 1994 y vio crecer a sus sobrinas, Lauren y Abi. Más tarde en 1997 Jack se casó con Selina y un año después tuvieron una hija Penelope "Penny" Branning. Poco después Jack construyó una carrera como oficial de policía, sin embargo comenzó a involucrarse en actividades ilícitas lo que terminó ocasionando que uno de sus informantes golpeara a Selina y a Penny en venganza por haber sido arrestado; la agresión ocasionó que la médula espinal de Penny fuera cortada y la dejara en silla de ruedas, Como consecuencia Jack y Selina se divorciaron y él se retiró de la policía.

## Biografía
Más tarde en el 2012 a la llegada de Sharon Watts, Jack se siente atraído por ella y terminan teniendo relaciones, poco después comienzan a salir en secreto.